# Castagneto Carducci
Castagneto Carducci es una localidad italiana de la provincia de Livorno, región de Toscana. Cuenta con 8.737 habitantes.
Donoratico, Bolgheri y Marina di Castagneto Carducci también forman parte del municipio de Castagneto Carducci. 

Ubicación de la ciudad de Castagneto Carducci dentro de la provincia de Livorno.

## Evolución demográfica
| Gráfica de evolución demográfica de Castagneto Carducci entre 1861 y 2001 |
|                                                                           |
| Fuente ISTAT - Elaboración gráfica por parte de Wikipedia                 |